# Jeff Lindsay
Jeff Lindsay, właśc. Jeffry P. Freundlich (ur. 14 lipca 1952 w Miami) – amerykański dramaturg i powieściopisarz, znany przede wszystkim z cyklu powieści kryminalnych o Dexterze Morganie, seryjnym mordercy.
W 1975 ukończył Middlebury College w Vermont. Obecnie mieszka w Cape Coral (południowa Floryda) wraz ze swoją żoną Hilary Hemingway, która jest córką Leicestera Hemingwaya, młodszego brata Ernesta Hemingwaya.
Na podstawie powieści Demony dobrego Dextera (2004) i Dekalog dobrego Dextera (2005) Freundlicha powstał serial telewizyjny Dexter (2006–2013).

### CyklDexter
- 2004 – Demony dobrego Dextera / Demony Dextera (Darkly Dreaming Dexter)
- 2005 – Dekalog dobrego Dextera / Dekalog Dextera (Dearly Devoted Dexter)
- 2007 – Dylematy Dextera/ Cierpienia Dextera / Delirium Dextera (Dexter in the Dark)
- 2009 – Dzieło Dextera (Dexter by Design)
- 2010 – Delicje z Dextera (Dexter is Delicious)
- 2011 – Cień Dextera (Double Dexter)
- 2013 – Dexter's Final Cut[1]
- 2015 – Dexter is Dead

### Pozostałe powieści
- 1994 – Tropical Depression: A Novel of Suspense (jako Jeffry P. Lindsay)
- 1995 – Dream Land: A Novel of the UFO Coverup (jako Jeffry P. Lindsay) (razem z Hilary Hemingway)
- 1997 – Time Blender (jako Jeffry P. Lindsay) (razem z Michaelem Dornem oraz Hilary Hemingway)
- 1998 – Dreamchild (jako Jeffry P. Lindsay) (razem z Hilary Hemingway)

### Inne
- 2000 – Hunting with Hemingway: Based on the Stories of Leicester Hemingway (jako Jeffry P. Lindsay) (razem z Hilary Hemingway)